# Arnold Daniel von Arentsschildt

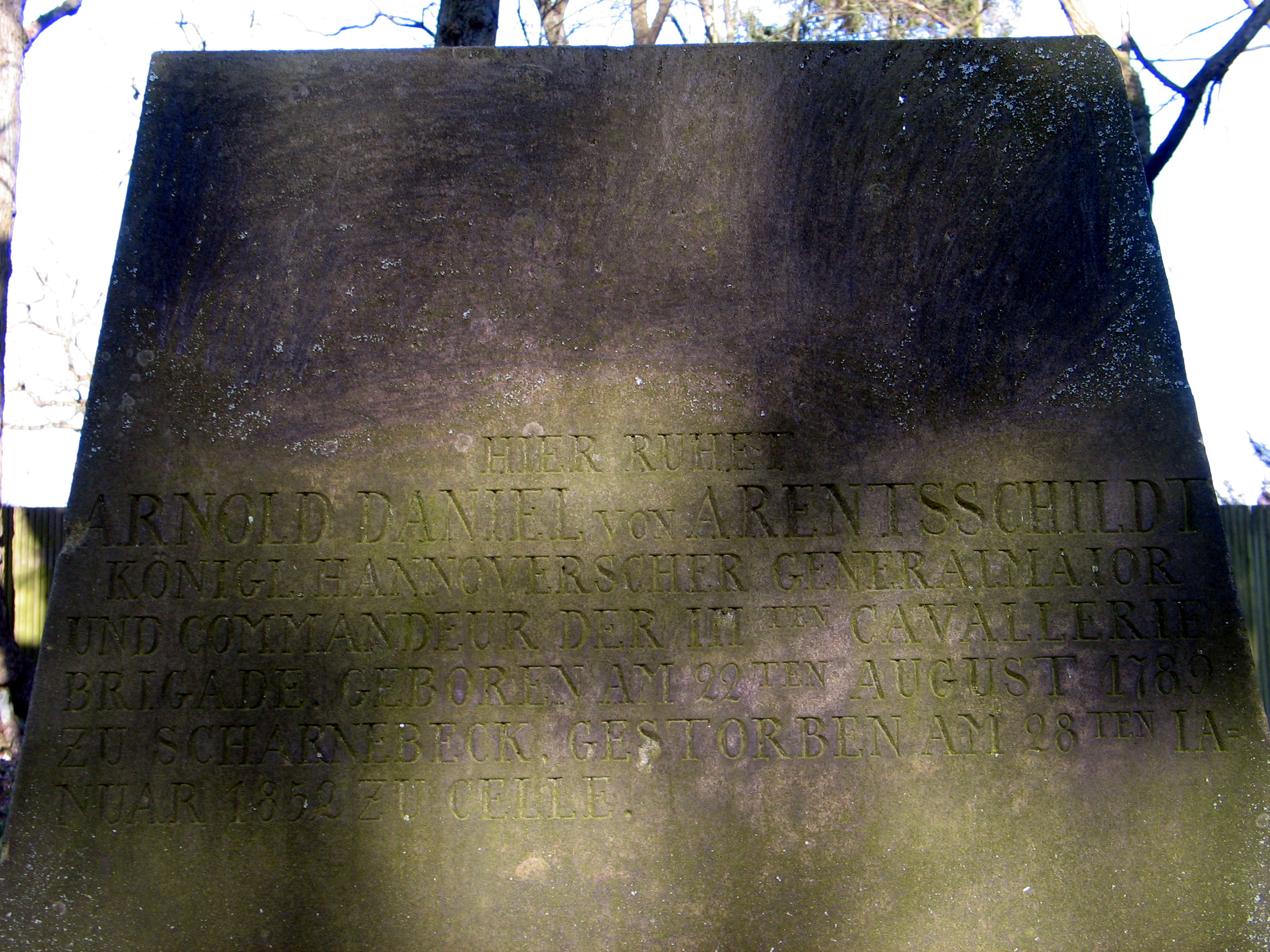
Grabstein von Arnold Daniel von Arentsschildt in Celle

Arnold Daniel von Arentsschildt (* 22. August 1789 in Scharnebeck; † 28. Januar 1852 in Celle) war ein deutscher Offizier.

## Herkunft
Seine Eltern waren der hannoversche Generalmajor Friedrich Levin August von Arentsschildt (* 12. Juni 1755; † 10. Dezember 1820) und dessen Ehefrau Sophie Magarethe von Marschalck (* 20. Oktober 1748; † 9. Februar 1792) aus dem Haus Bachtenbrock. Die Familie Arentsschildt war schwedischen Ursprungs und hieß ursprünglich Arentsen. 1651 wurde sie nobilitiert und 1673 in den schwedischen Schildadel (Skjoeld) erhoben. Der Name des Geschlechts entwickelte sich in der Folge zu Arentsschildt.

## Leben
Arnold Daniel von Arentsschildt studierte an der Universität Jena. Nach dem Studium schlug er wie sein Vater die Offizierslaufbahn im Königreich Hannover ein. Er wurde Generalmajor und Kommandeur der 3. Kavallerie-Brigade der hannoverschen Armee.

## Familie
Er heiratete am 18. Juni 1822 Freiin Karoline Wilhelmine von Marschalck (* 17. Juli 1800; † 19. September 1836) aus dem Haus Bachtenbrock. Das Paar hatte mehrere Kinder:
- Wilhelm Otto Daniel (* 1. Mai 1823; † 28. Juni 1873), königlich preußischer Oberst
- Luise Karoline Ulrike (* 25. Oktober 1824) ⚭ 1844 Hermann von Wrede (* 18. August 1813; † 11. Mai 1887)[3], königlich hannoverischer Generalmajor der Kavallerie
- Auguste Dorette Frederike Amalie (* 8. August 1826; † 16. Mai 1892) ⚭ Ludwig von Hammerstein-Gesmold († 19. Juni 1901)
- Kornelia Melusine (* 20. Dezember 1828; † 19. November 1902), Stiftsdame
- Fredrike Karoline (* 2. August 1831: † 22. September 1895) ⚭ 1855 Otto von Dannenberg (* 1812; † 15. Februar 1896), Eltern von Georg von Dannenberg
- Karl Detlev (* 29. April 1835; † 3. Mai 1894) ⚭ 1862 Sophie Beatrice Ferenczy de Vizkelet (* 1. Mai 1842)